# Plebania w Lubawce
Plebania w Lubawce – zabytkowa plebania znajdująca się w powiecie kamiennogórskim w Lubawce.
Zabytkowa plebania przy Placu Jana Pawła II. Piętrowa z ok. połowy XVIII w., przebudowana w XIX/XX w. Skromne elewacje, okna i wejście w prostych opaskach, nakryta 4-spadowym dachem. Część pomieszczeń w przyziemiu zachowała sklepienia.